# Pfarrkirche Salzburg-St. Andrä

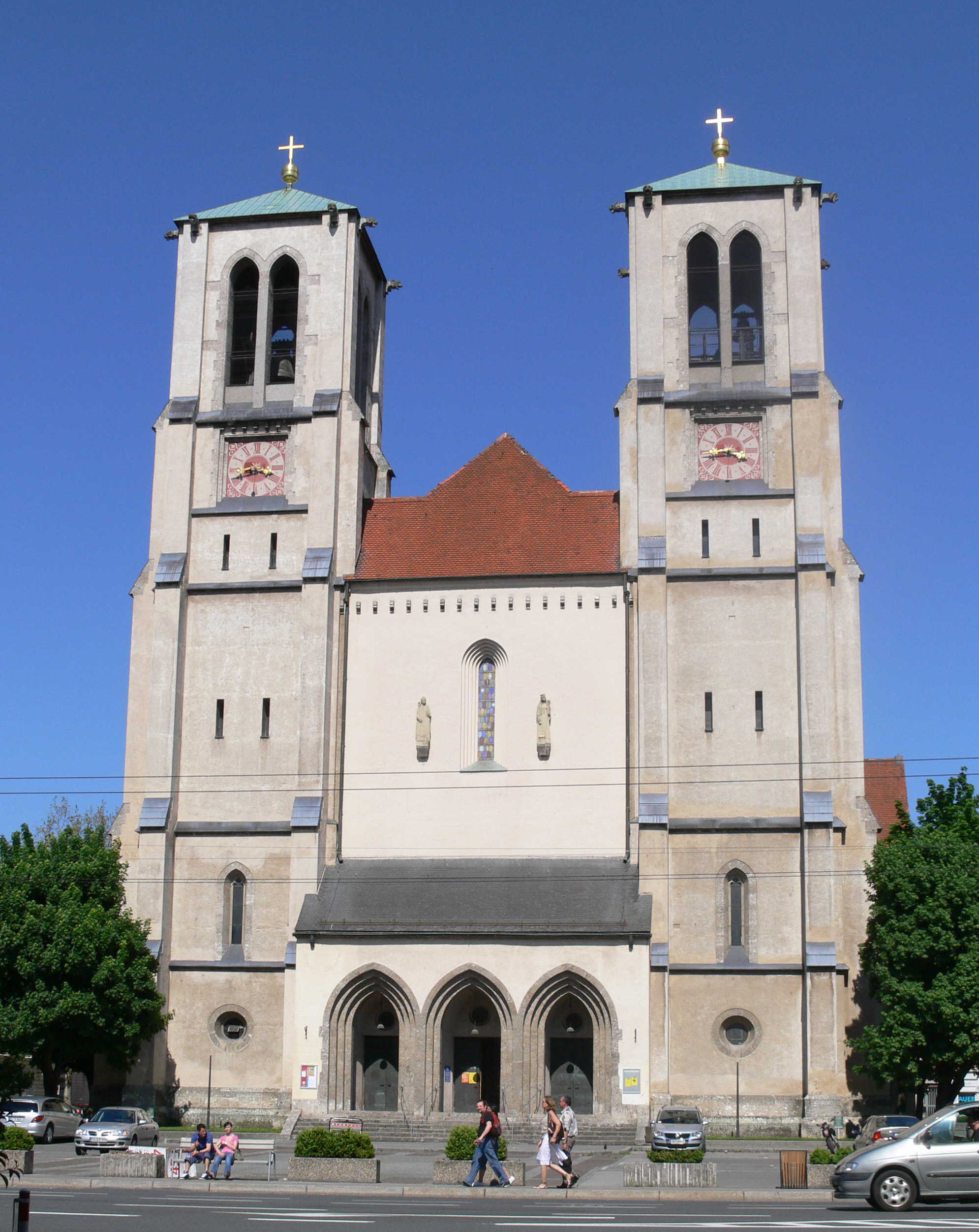
Eingangsfassade

Die römisch-katholische Andräkirche ist eine große Stadtpfarrkirche in Salzburgs sogenannter Neustadt und gehört zum Stadtdekanat. Sie ist dem Apostel Andreas geweiht, das Patroziniumsfest wird am 30. November (Andreastag) begangen. Die ursprüngliche Kirche der seit 1811 bestehenden Pfarre stand in der Linzer Gasse 1.

## Die alte Kirche zum hl. Andreas

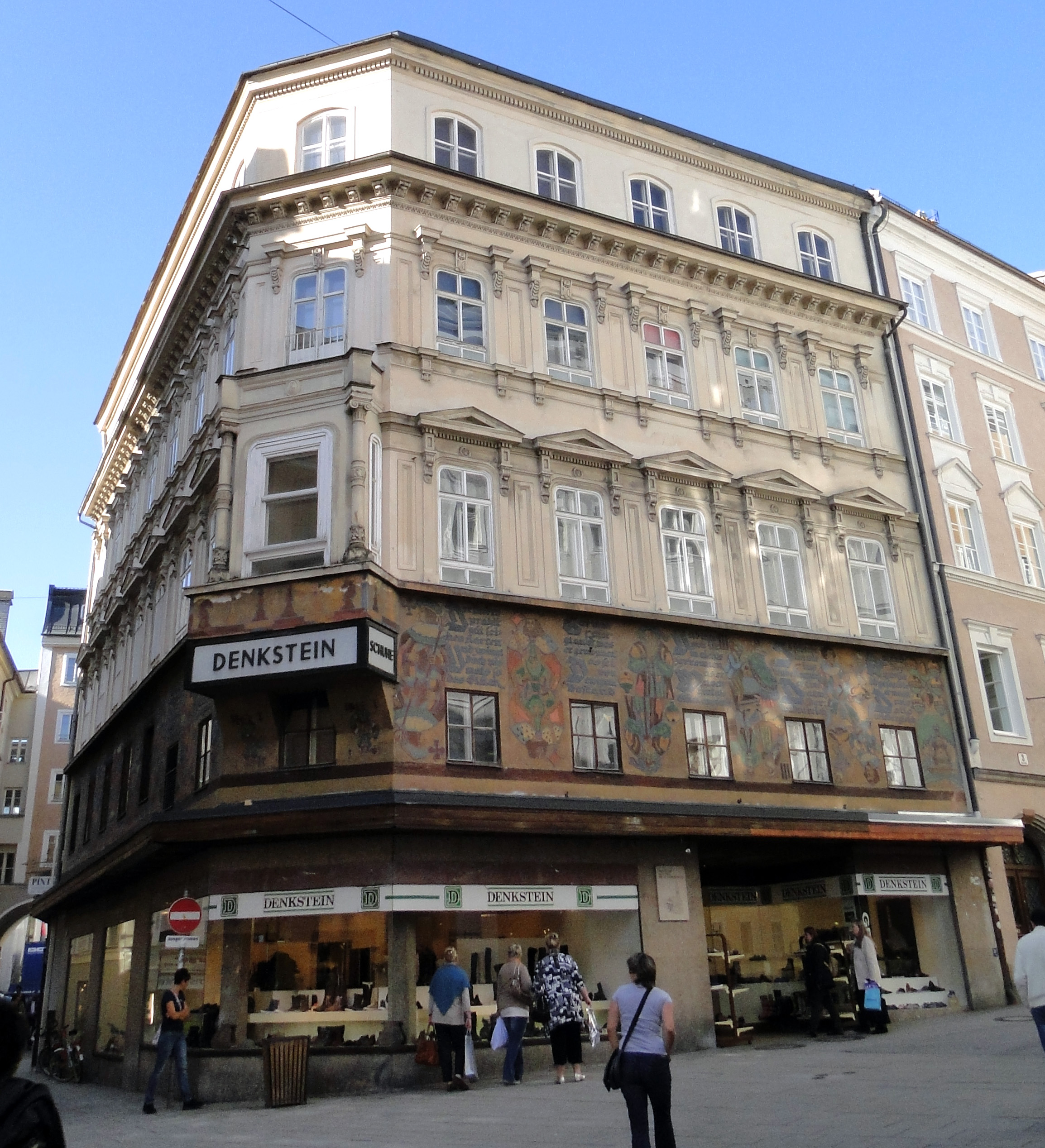
Andräskirche, 1861 zum Wohn- und Geschäftshaus umgebaut

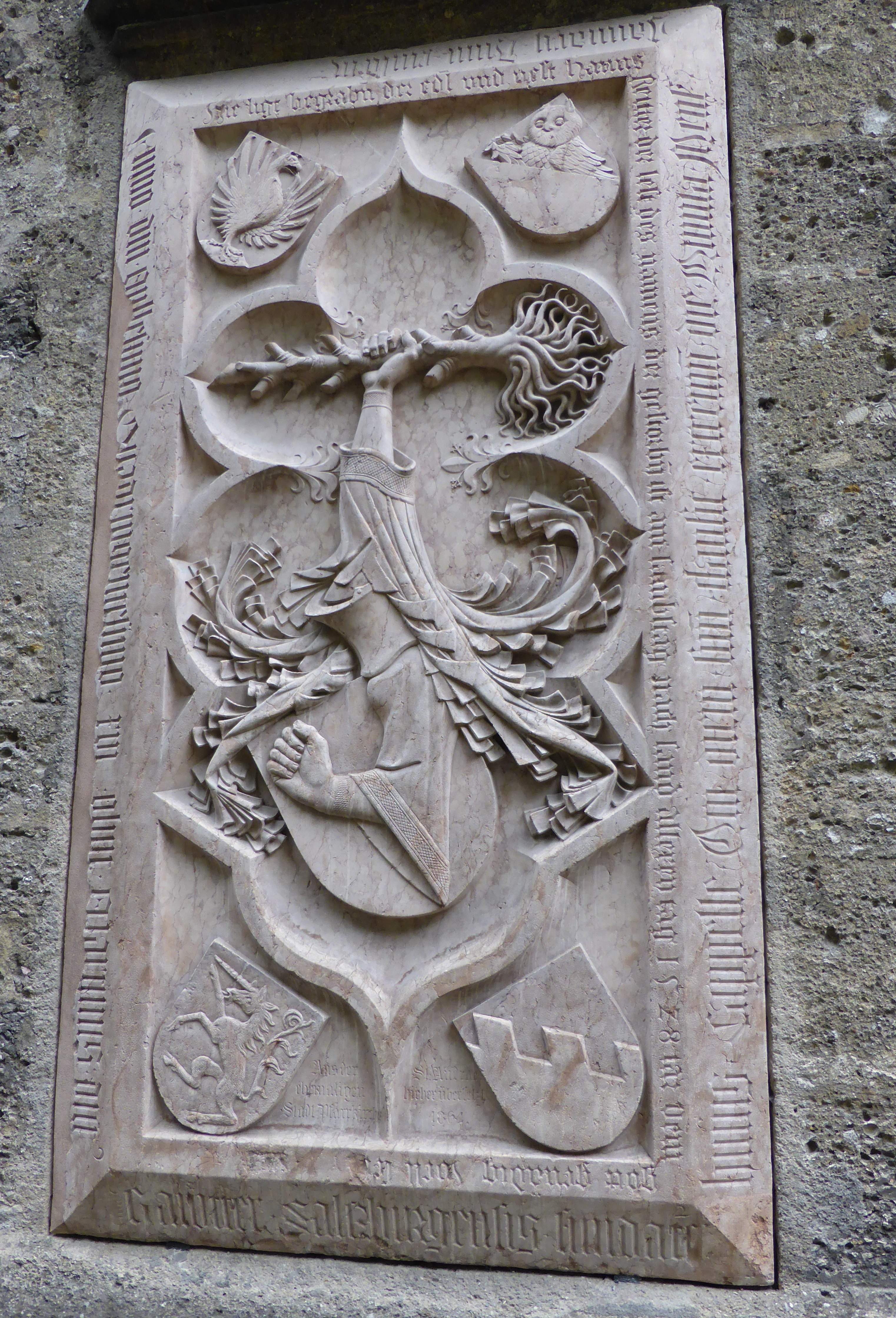
Epitaph eines „Hans Reuter“ aus der Andräskirche, jetzt an der Margarethenkapelle, der am 21. Juli 1528 verstorben ist.

Die erste Kirche an der Stelle des heutigen Hauses Linzer Gasse Nr. 1 errichtete Meister Georg Bauer, am 29. November 1418 wurde sie konsekriert. Laut dem erhaltenen Stifterbrief hatte der Stadtrichter Martin Reuter den Auftrag dazu gegeben, der damit dem Wunsch seines bereits verstorbenen Onkels Hans Reuter nachkam: eine Andreaskirche zu errichten und darin „ewige Messe“ zu halten. Hans Reuters Grabmal, mit Stifterbild, war dann mittig in der Kirche angelegt worden. In der Kirche las ein angestellter Priester täglich eine Messe für die Stifter und deren Angehörige, dann diente sie der 1588 errichteten Stadtkaplanei, ab 1811 der neuen Stadtpfarre St. Andrä als Pfarrkirche. Das ursprünglich gotische Gotteshaus ließ Wolf Dietrich 1610 zu einem Renaissancebau umgestalten, 1748 Erzbischof Dietrichstein sie mit hohem Aufwand barockisieren. Der große Stadtbrand des Jahres 1818 betraf die Kirche nicht, obwohl der Brandherd im nahegelegenen Südflügel des Priesterhauses war. Da sie in die Linzergasse ragte, stand sie dem damals hier zunehmenden Straßenverkehr im Wege. In der Folge wurde das Gotteshaus 1861, den Einsprüchen der Bürger zum Trotz, verkürzt und zum Wohn- und Geschäftshaus umgebaut. 1892 wurde begonnen, ein neues St. Andrä zu errichten.
Die in der Nähe stehende Sebastianskirche war stets Filialkirche von St. Andrä und diente zwischenzeitlich als Ersatzkirche.

## Die neugotische Kirche
Ab 1892 wurde, nach Plänen von Josef Wessicken, die neue Kirche unter Leitung des Stadtbaumeisters Jakob Ceconi im neugotischen Stil auf dem neu geschaffenen Platz hinter den geschleiften Basteien erbaut, der zuvor als Kasernengelände gedient hatte. Am 20. November 1898 konsekrierte Kardinal Haller die Kirche. Mit ihren Dimensionen, wie den 61 m hohen Türmen, dann den roten Ziegelmauern und dem roten Dach wirkte sie prägend für die Salzburger Neustadt. Bei Luftangriffen am 17. Nov. 1944 (Chor) und 27. Feber 1945 (Langhaus) wurde sie durch Fliegerbomben schwerst getroffen, danach die Kirche nach Plänen von Michael Kurz wieder aufgebaut. Das originale Erscheinungsbild der neugotischen Kirche wurde im Zuge des Wiederaufbaus nicht wieder hergestellt. Die jetzt prägende Gestaltung des Presbyteriums, insbesondere des Altares und der Glasfenster, schuf Karl Weiser (1911–1988). Beim Umbau von 1969 bis 1972 wurden auf Anregung von Clemens Holzmeister und nach Plänen von Franz Windhager die neugotischen Spitztürme durch kurze Pyramiden ersetzt. Außerdem die Ziergiebel entfernt sowie die roten Ziegelmauern verputzt. In den Jahren 2009–2010 ersetzte man nach Plänen von Bmst. Ing. Christof Hillebrand die roten Biberschwanzziegel durch eine dunkle Eternit-Eindeckung in verschiedenen Grautönen.

## Türme
Die Türme der heutigen Kirche haben eine Gesamthöhe von ca. 43 m, sie sind somit um fast 20 m niedriger als die Türme der alten Pfarrkirche. In beiden Türmen hängt ein 4-stimmiges Geläute, wo deren größte Glocke allein ein Gewicht von über 3,6 Tonnen besitzt, sie zählt somit zu den größten Kirchenglocken der Stadt Salzburg.

## Orgel

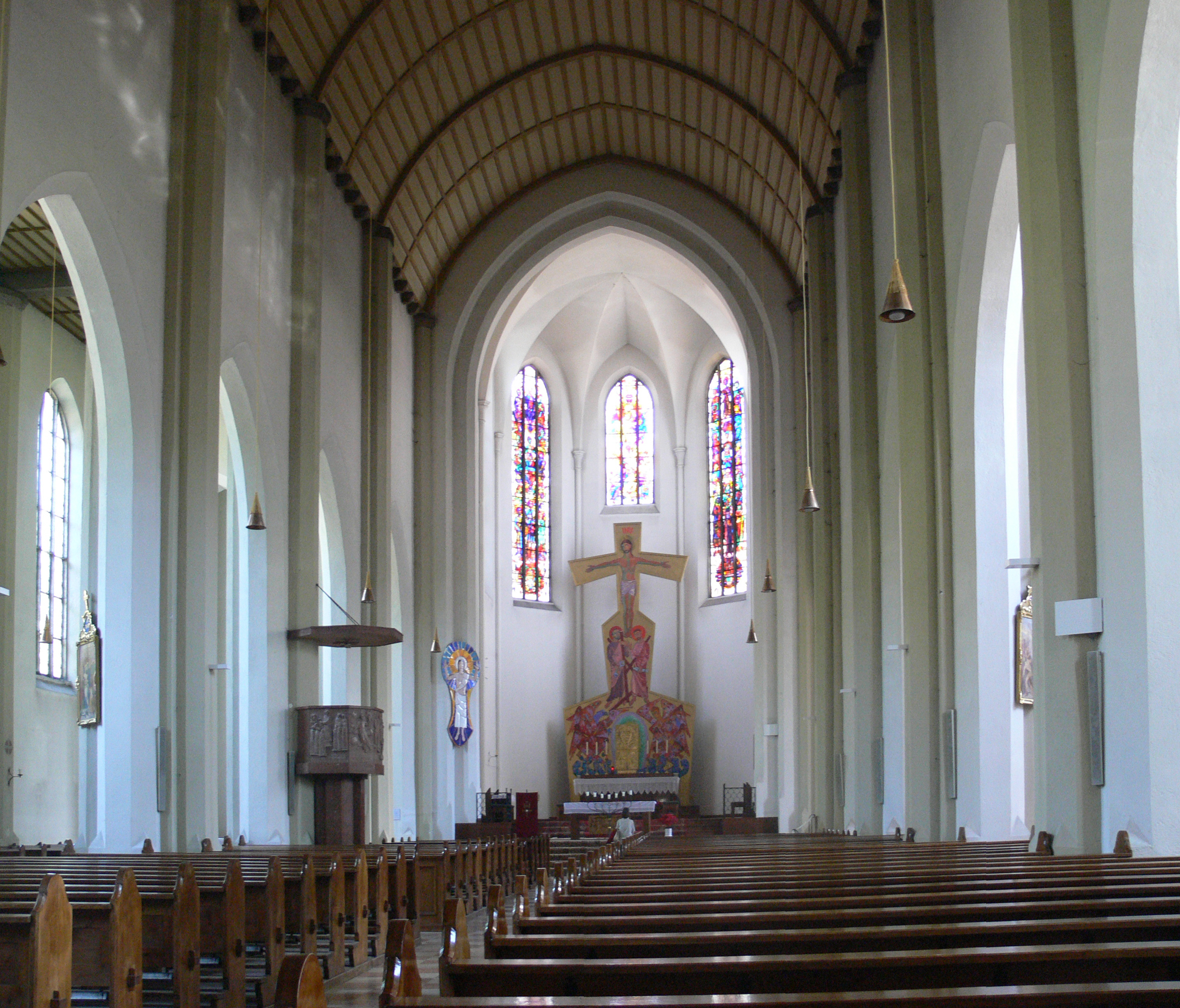
Altar der Andräkirche

Die Orgel der neugotischen Andräkirche errichtete Franz Mauracher (1881–1949) im Jahre 1903. Sie hatte pneumatische Traktur, 38 Register, zwei Manuale und Pedal. Anfangs war das Instrument von Mozarteumsdirektor Hummel, Domchordirektor Spies und dem Organisten der Franziskanerkirche, P. German Niederstätter, überschwänglich gelobt worden. Es hieß, das angewandte pneumatische System sei das einfachste, dauerhafteste, sicherste und präciseste und gegen alle Witterungseinflüsse gefeit. Nach einem Jahr war sie allerdings, wegen mangelnder Ventilation, schon unspielbar geworden und sämtliche Ledermembranen mussten erneuert werden. Bei den Luftangriffen 1944/45 (s. o.) wurde sie durch Fliegerbomben zerstört.